# Лофотенски острови
Лофотенските острови (на норвежки: Lofoten) е архипелаг в Норвежко море, край северозападното крайбрежие на Скандинавския полуостров, част от територията на Норвегия. Площ 1227 km². На югоизток протока Вестфиорд го отделя от континента, а на североизток протока Хадселфиорд – от архипелага Вестеролен. Включва 4 големи Ауствогьоя (527 km²), Вествогьоя (411 km²), Москенесьой (186 km²) и Флакстадьоя (110 km²) и множество по-малки острови. Бреговете му са предимно скалисти, силно разчленени от малки фиорди и само на отделни места има тесни участъци крайбрежна равнина. Релефът е основно планински с максимална височина връх Хигравстин 1146 m, на остров Ауствогьоя. Архипелагън е изграден основно от гранити, гнайси, сиенити и кристалинни шисти. Климатът е влажен, океански. Средна януарска температура около 0°С, средна юлска 12°С, годишна сума на валежите над 1000 mm. Голяма част от островите са заети от планинско-тундрова растителност и мочурища. Населението се занимава предимно с морски риболов (улов на селда и треска).
Населението му през 2013 г. е било 24 014 жители. Главно селище – Сволвер.